# KNVB Beker 2010/11 (mannen)
De KNVB Beker 2010/11 was de 93e editie van de KNVB Beker. De finale werd op 8 mei in Stadion Feijenoord te Rotterdam gespeeld. Titelverdediger Ajax werd door FC Twente na verlenging met 3-2 verslagen. De stand na de reguliere speeltijd was 2-2. Voor FC Twente was het de derde keer dat de KNVB Beker gewonnen werd.

## Deelnemers
Er namen dit seizoen 93 clubteams deel. De 18 clubs uit de Eredivisie en de 18 clubs uit de Eerste Divisie waren automatisch geplaatst voor het toernooi. Zij hadden, evenals Eerste Divisie-degradant FC Oss vrije doorgang naar de derde ronde. Verder namen de 32 clubs uit de Topklasse deel en uit het zaterdag- en zondagamateurvoetbal namen 25 clubs aan de KNVB Beker deel (waaronder alle 24 halvefinalisten van de KNVB Beker voor amateurs 2009/10), hiervan hadden er 52 vrije doorgang naar de tweede ronde. Voor het eerst sinds lange tijd deden er geen belofteteams meer mee aan het toernooi.
| Competitie     | Clubs                       | Clubs                          | Clubs                | Clubs                         |
| -------------- | --------------------------- | ------------------------------ | -------------------- | ----------------------------- |
| Eredivisie     | ADO Den Haag                | Excelsior                      | N.E.C.               | FC Utrecht                    |
| Eredivisie     | Ajax                        | FC Groningen                   | PSV                  | Vitesse                       |
| Eredivisie     | AZ                          | sc Heerenveen                  | Roda JC Kerkrade     | Willem II                     |
| Eredivisie     | Feyenoord                   | Heracles Almelo                | FC Twente            | VVV Venlo                     |
| Eredivisie     | De Graafschap               | NAC Breda                      |                      |                               |
| Eerste divisie | AGOVV Apeldoorn             | FC Eindhoven                   | MVV Maastricht       | Telstar                       |
| Eerste divisie | Almere City FC              | FC Emmen                       | RBC Roosendaal       | BV Veendam                    |
| Eerste divisie | SC Cambuur                  | Fortuna Sittard                | RKC Waalwijk         | FC Volendam                   |
| Eerste divisie | FC Den Bosch                | Go Ahead Eagles                | Sparta Rotterdam     | FC Zwolle                     |
| Eerste divisie | FC Dordrecht                | Helmond Sport                  |                      |                               |
| Topklasse      | Achilles '29                | Capelle                        | Harkemase Boys       | FC Lisse                      |
| Topklasse      | ARC                         | EVV                            | FC Hilversum         | FC Oss                        |
| Topklasse      | AFC                         | HHC Hardenberg                 | Hoek                 | Quick '20                     |
| Topklasse      | CSV Apeldoorn               | Excelsior '31                  | Hollandia            | Rijnsburgse Boys              |
| Topklasse      | Argon                       | Flevo Boys                     | IJsselmeervogels     | Spakenburg                    |
| Topklasse      | Barendrecht                 | Gemert                         | JVC Cuijk            | Sparta Nijkerk                |
| Topklasse      | Baronie                     | SC Genemuiden                  | Katwijk              | De Treffers                   |
| Topklasse      | Dijkse Boys                 | Haaglandia                     | FC Lienden           | VVSB                          |
| Hoofdklasse    | ACV                         | GVVV                           | PKC '83              | Voorschoten '97               |
| Hoofdklasse    | ASWH                        | HSC '21                        | SDC Putten           | SVZW Wierden                  |
| Hoofdklasse    | Be Quick 1887               | Kloetinge                      | Sneek Wit Zwart      | WKE                           |
| Hoofdklasse    | Deurne                      | Kozakken Boys                  | Venray               | Zwaluwen '30                  |
| Hoofdklasse    | Dongen                      | Noordwijk                      |                      |                               |
| Eerste Klasse  | DOVO (West 1-zat.1A)        | Groene Ster (Zuid 2-zon.1D)    | HVCH (Zuid 2-zon.1D) | VC Vlissingen (Zuid 1-zon.1C) |
| Tweede Klasse  | FC Presikhaaf (Oost-zon.2I) | Wilhelmina '08 (Zuid 2-zon.2H) | UVS (West 2-zon.2C)  |                               |

### Legenda
| Kleur | Resultaat                       |
| ----- | ------------------------------- |
|       | Winnaar                         |
|       | Uitgeschakeld in finale         |
|       | Uitgeschakeld in halve finale   |
|       | Uitgeschakeld in kwart finale   |
|       | Uitgeschakeld in achtste finale |
|       | Uitgeschakeld in vierde ronde   |
|       | Uitgeschakeld in derde ronde    |
|       | Uitgeschakeld in tweede ronde   |
|       | Uitgeschakeld in eerste ronde   |

## Speeldata
| Ronde                       | speeldata                  |
| --------------------------- | -------------------------- |
| Eerste Ronde                | 18 augustus 2010           |
| Tweede Ronde                | 25 augustus 2010           |
| Derde Ronde                 | 21, 22 en 23 september     |
| Vierde Ronde                | 9, 10 en 11 november 2010  |
| Achtste finales             | 21, 22 en 23 december 2010 |
| Inhaalronde achtste finales | 18 januari 2011            |
| Kwartfinales                | 25, 26 en 27 januari 2011  |
| Halve finales               | 2 en 3 maart 2011          |
| Finale                      | 8 mei 2011                 |

## Wedstrijden

### 1e ronde
In de eerste ronde streden vier amateurclubs, twee zaterdagclubs en twee zondagclubs, tegen elkaar:

| Datum            | Wedstrijd                  | Uitslag                    | Scoreverloop                                                                |
| ---------------- | -------------------------- | -------------------------- | --------------------------------------------------------------------------- |
| 18 augustus 2010 | Be Quick 1887 – ASWH       | 2 – 1 (1 – 1)              | 9' Willem Lanjouw 1-0, 16' Leon van Dalen 1-1, 54' Willem Lanjouw (pen) 2-1 |
| 18 augustus 2010 | HHC Hardenberg – SV Venray | 1 – 1 n.v. (1 – 1) (1 – 0) | 36' Roy Stroeve 1-0, 90' Roy Willemsen 1-1 SV Venray wint na strafschoppen  |

### 2e ronde
In de tweede ronde streden de winnaars van de eerste ronde met de deelnemende amateurclubs en de clubs uit de Topklasse (uitgezonderd FC Oss) tegen elkaar. Er werd zo veel mogelijk een zaterdagclub aan een zondagclub gekoppeld.
| Datum            | Wedstrijd                       | Uitslag                    | Scoreverloop |
| ---------------- | ------------------------------- | -------------------------- | --- |
| 25 augustus 2010 | Achilles '29 – PKC '83          | 6 – 0 (4 – 0)              | 7' Ivo Rigter 1-0, 15' Ivo Rigter 2-0, 38' Thijs Hendriks 3-0, 42' Gradus Hempenius 4-0, 73' Peter van Putten 5-0, 75' Thijs Hendriks 6-0 |
| 25 augustus 2010 | ARC – SV Venray                 | 4 – 0 (2 – 0)              | 16' Jim Blom 1-0, 21' Jim Blom, 2-0, 81' Jim Blom 3-0, 90' Patrick Vermeulen 4-0 |
| 25 augustus 2010 | Be Quick 1887 – HSC '21/Carparc | 1 – 2 n.v. (1 – 1) (0 – 0) | 48' Eduard Jonge de Rosa 1-0, 90' Cuneyt Avsar 1-1, 109' Boy Kamphuis 1-2 |
| 25 augustus 2010 | Capelle – Sneek Wit Zwart       | 4 – 0 (0 – 0)              | 65' Marwin Richard 1-0, 74' Jorzolino Falkenstein 2-0, 85' Jeroen Koppelaar 3-0, 89' Sjoerd van der Waal 4-0 |
| 25 augustus 2010 | CSV Apeldoorn – Gemert          | 0 – 1 (0 – 1)              | 14' Bas van der Reijken 0-1 |
| 25 augustus 2010 | Deurne – Barendrecht            | 3 – 0 (1 – 0)              | 27' Roy Tulmans 1-0, 57' Ritchie-Sam Anpong 2-0, 59' Roy Tulmans 3-0 |
| 25 augustus 2010 | EVV – IJsselmeervogels          | 2 – 1 (0 – 1)              | 43' Geoffrey Verwey 0-1, 57' Dries Verbeemen 1-1, 72' Dries Verbeemen 2-1 |
| 25 augustus 2010 | Flevo Boys – Baronie            | 1 – 0 (0 – 0)              | 51' Jeroen de Groot 1-0 |
| 25 augustus 2010 | SC Genemuiden – FC Hilversum    | 2 – 2 n.v. (2 – 2) (1 – 1) | 15' Stefan Vlietstra 0-1, 40' Martijn Jansen 1-1, 42' Patrick Lip 2-1, 76' Thijs van de Meulen 2-2 SC Genemuiden wint na strafschoppen |
| 25 augustus 2010 | Haaglandia/Sir Winston – SVWZ   | 2 – 2 n.v. (2 – 2) (0 – 1) | 10' Niels ten Hoeve 0-1, 46' Rob Meijerink 0-2, 81' John van Otterloo 1-2, 90' John van Otterloo (pen) 2-2 Haaglandia/Sir Winston wint na strafschoppen |
| 25 augustus 2010 | HVCH – Sparta Nijkerk           | 1 – 5 (1 – 2)              | 31' Niels Buijtenhuis 0-1, 35' Albert van Nijhuis 0-2, 37' Tim Govers 1-2, 60' Albert van Nijhuis 1-3, 73' Marco van Rooien 1-4, 90' Albert van Nijhuis 1-5 |
| 25 augustus 2010 | JVC Cuijk – Excelsior '31       | 2 – 3 (0 – 2)              | 30' Amanuel Isa 0-1, 37' Lesley Nahrwold 0-2, 65' Lesley Nahrwold 0-3, 82' Achmed El Allachi 1-3, 85' Wesley Meeuwsen 2-3 |
| 25 augustus 2010 | Hollandia – Harkemase Boys      | 4 – 2 (3 – 2)              | 7' Ricardo Pengel 1-0, 14' Maikel Lanting 2-0, 23' Reinder Slager 2-1, 25' Dennis Krohne 2-2, 29' Hans van der Woude 3-2, 60' Ricardo Pengel 4-2 |
| 25 augustus 2010 | VV Kloetinge – VVSB             | 3 – 4 (2 – 2)              | 7' Michael van Laere 0-1, 25' Mervin Niemandsverdriet 1-1, 29' Frans van Niel 1-2, 45' Mervin Niemandsverdriet 2-2, 62' Stefan Kraaijvanger 2-3, 72' Bart Devinck 2-4, 86' Jaap Esser 3-4 |
| 25 augustus 2010 | Kozakken Boys – AFC             | 6 – 1 (3 – 1)              | 3' Frank Broers 1-0, 13' Christian Opschoor 2-0, 30' Lutzen Brink (pen) 2-1, 39' Arie Lock 3-1, 53' Manu Dagher 4-1, 57' Frank Broers 5-1, 83' Frank Broers (pen) 6-1 |
| 25 augustus 2010 | FC Lisse – Dijkse Boys          | 0 – 2 (0 – 1)              | 38' Nyron Wau 0-1, 90' Youssef Chida 0-2 |
| 25 augustus 2010 | Noordwijk – FC Lienden          | 3 – 2 (2 – 0)              | 5' Joost Leonard (pen) 1-0, 33' Jeffrey Koemans 2-0, 60' Solomon Caulley 2-1, 70' Mohammed Faouzi 3-1, 72' Roel Fernand 3-2 |
| 25 augustus 2010 | Quick '20 – ACV                 | 0 – 1 (0 – 1)              | 3' Robert Jan van Dijken 0-1 |
| 25 augustus 2010 | Rijnsburgse Boys – Dongen       | 2 – 0 (1 – 0)              | 13' Danny van der Vijver 1-0, 88' Richal Leitoe 2-0 |
| 25 augustus 2010 | SDC Putten – Argon              | 3 – 0 (1 – 0)              | 23' Mustapha Kalai 1-0, 57' Joey Ngarigota 2-0, 78' Peter van Dongen (pen) 3-0 |
| 25 augustus 2010 | De Treffers – Hoek              | 3 – 1 (2 – 0)              | 17' Orin de Waard 1-0, 37' Saïd Echargui 2-0, 55' Stijn Mahieu 2-1, 74' Erwin Koen 3-1 |
| 25 augustus 2010 | UVS – DOVO                      | 0 – 3 (0 – 1)              | 22' Yannick Cornelisz 0-1, 64' Timon van Genderen 0-2, 80' Yannick Cornelisz 0-3 |
| 25 augustus 2010 | VC Vlissingen – Spakenburg      | 1 – 3 (1 – 1)              | 17' Sinan Coban 1-0, 42' Maarten Woudenberg 1-1, 51' Salim Amerzgiou 1-2, 73' Danny van den Meiracker 1-3 |
| 25 augustus 2010 | Voorschoten '97 – FC Presikhaaf | 3 – 0 n.v.                 | 112' Martin Onderwater 1-0, 118' Tim Kluivers 2-0, 120' Michael Miranda 3-0 |
| 25 augustus 2010 | Wilhelmina '08 – Katwijk        | 1 – 11 (0 – 7)             | 5' Elroy Lammers 0-1, 26' Laurens ten Heuvel 0-2, 30' Benny Kleine 0-3, 31' Elroy Lammers 0-4, 42' Elroy Lammers 0-5, 44' Donny van Oijen 0-6, 45' Bruce Godvliet 0-7, 46' Elroy Lammers 0-8, 50' Bilal Dari 1-8, 54' Laurens ten Heuvel 1-9, 79' Donny van Oijen 1-10, 84' Donny van Oijen 1-11 |
| 25 augustus 2010 | WKE – GVVV                      | 6 – 1 (3 – 0)              | 9' Anton Jongsma 1-0, 19' Berend Oosting 2-0, 44' Robert Fik 3-0, 56' Dennis van Meegdenburg (pen) 3-1, 75' Jan Hooiveld 4-1, 82' Peter van der Slot 5-1, 90' Martijn Doldersum 6-1 |
| 25 augustus 2010 | Zwaluwen '30 – Groene Ster      | 1 – 1 n.v. (1 – 1) (0 – 0) | 57' Kenny Tokaya 0-1, 73' Lazar Prenda 1-1 Groene Ster wint na strafschoppen |

### 3e ronde
Vanaf de derde ronde deden ook alle clubs uit het betaalde voetbal en FC Oss mee. De clubs die Europees voetbal speelden konden niet tegen elkaar worden geloot. Indien een amateurclub tegen een club uit het betaald voetbal speelde, speelde de amateurclub een thuiswedstrijd. De wedstrijd tussen de Rijnsburgse Boys en SV Deurne werd al na zes minuten gestaakt wegens het uitvallen van de lichtinstallatie. Het duel werd op 29 september hervat en na verlenging gewonnen door de thuisploeg.
| Datum             | Wedstrijd                             | Uitslag                    | Scoreverloop |
| ----------------- | ------------------------------------- | -------------------------- | --- |
| 21 september 2010 | FC Emmen – sc Heerenveen              | 1 – 3 (0 – 0)              | 69' Viktor Elm 0-1, 82' Bas Dost 0-2, 84' Tjaronn Chery 1-2, 86' Mika Väyrynen 1-3 |
| 21 september 2010 | Excelsior '31 – ADO Den Haag          | 0 – 2 (0 – 1)              | 23' Lex Immers 0-1, 80' Dmitri Bulykin 0-2 |
| 21 september 2010 | Flevo Boys – Vitesse                  | 0 – 6 (0 – 2)              | 8' Ismaïl Aissati 0-1, 16' Ismaïl Aissati 0-2, 49' Nacer Barazite 0-3, 64' Lasse Nilsson (pen) 0-4, 81' Dalibor Stevanovič 0-5, 86' Nacer Barazite 0-6                                            |
| 21 september 2010 | SC Genemuiden – ACV                   | 2 – 0 (0 – 0)              | 58' Anne van de Kolk 1-0, 86' Martijn Jansen (pen) 2-0 |
| 21 september 2010 | Hollandia – FC Volendam               | 1 – 2 (0 – 2)              | 35' Kees Tol 0-1, 44' Paul de Lange (pen) 0-2, 73' Mathieu Boots 1-2 |
| 21 september 2010 | HSC '21 – Go Ahead Eagles             | 0 – 2 (0 – 0)              | 49' Luís Pedro 0-1, 79' Patrick Gerritsen 0-2 |
| 21 september 2010 | Noordwijk – Voorschoten '97           | 3 – 1 (2 – 0)              | 39' Joost Leonard 1-0, 45' Joost Leonard 2-0, 60' Stefan Mertens 3-0, 81' Raymond Baten (pen) 3-1                                                                                                 |
| 21 september 2010 | RKC Waalwijk – Almere City FC         | 4 – 1 (3 – 1)              | 12' Fred Benson 1-0, 19' Jonathan Robertson 1-1, 31' Fred Benson 2-1, 45' Derk Boerrigter 3-1, 78' Fred Benson 4-1                                                                                |
| 21 september 2010 | SDC Putten – DOVO                     | 1 – 1 n.v. (1 – 1) (1 – 1) | 4' Roy Schaap 0-1, 43' Maarten Boeve 1-1 SDC Putten wint na strafschoppen |
| 21 september 2010 | Spakenburg – RBC Roosendaal           | 0 – 0 n.v.                 | Spakenburg wint na strafschoppen |
| 21 september 2010 | Sparta Nijkerk – Kozakken Boys        | 2 – 1 (1 – 0)              | 18' Stefan Frederiksen 1-0, 54' Albert van Nijhuis 2-0, 56' Manu Dagher 2-1 |
| 21 september 2010 | Telstar – Fortuna Sittard             | 3 – 1 (1 – 0)              | 35' Kevin Brands 1-0, 50' Fabio Caracciolo 1-1, 74' Wouter de Vogel 2-1, 77' Ilias Haddad 3-1 |
| 21 september 2010 | BV Veendam – Helmond Sport            | 2 – 1 n.v. (1 – 1) (0 – 1) | 40' Charles Kazlauskas 0-1, 47' Michael Jansen 1-1, 113' René Wessels 2-1 |
| 21 september 2010 | FC Zwolle – Willem II                 | 2 – 2 n.v. (2 – 2) (1 – 0) | 24' Arne Slot 1-0, 61' Maceo Rigters 1-1, 63' Sjoerd Ars 2-1, 83' Maceo Rigters 2-2 FC Zwolle wint na strafschoppen                                                                               |
| 22 september 2010 | Ajax – MVV Maastricht                 | 5 – 0 (3 – 0)              | 13' Mounir El Hamdaoui 1-0, 23' Florian Jozefzoon 2-0, 44' Jan Vertonghen 3-0, 47' Mounir El Hamdaoui 4-0, 90' Urby Emanuelson 5-0                                                                |
| 22 september 2010 | ARC – Heracles Almelo                 | 0 – 3 (0 – 3)              | 29' Glynor Plet 0-1, 34' Willie Overtoom 0-2, 45' Willie Overtoom 0-3 |
| 22 september 2010 | Capelle – FC Twente                   | 1 – 4 (1 – 1)              | 39' Wesley da Silva 1-0, 40' Bernard Parker 1-1, 54' Bryan Ruiz Gonzales (pen) 1-2, 58' Nacer Chadli 1-3, 80' Luuk de Jong 1-4                                                                    |
| 22 september 2010 | FC Den Bosch – AZ                     | 2 – 3 (2 – 2)              | 32' Jonathas Cristian de Jesus Maurício 0-1, 34' Johann Berg Guðmundsson 0-2, 35' John Verhoek 1-2, 43' John Verhoek 2-2, 50' Jonathas Cristian de Jesus Maurício 2-3                             |
| 22 september 2010 | EVV – FC Eindhoven                    | 3 – 5 (0 – 1)              | 32' Rob van Boekel 0-1, 51' Jelle De Bock 0-2, 62' Jeffrey Vlug 0-3, 64' Jelle Schijvenaars 1-3, 66' Steven Barten 2-3, 80' Noud Schoolmeesters 3-3, 82' Jens van Son 3-4, 90' Patrick N'Koyi 3-5 |
| 22 september 2010 | Feyenoord – Roda JC Kerkrade          | 1 – 1 n.v. (1 – 1) (0 – 0) | 63' Laurent Delorge 0-1, 82' Sekou Cissé 1-1 Roda JC Kerkrade wint na strafschoppen |
| 22 september 2010 | Gemert – AGOVV Apeldoorn              | 0 – 4 n.v.                 | 93' Soufiane Laghmouchi 0-1, 107' Ingmar Maayen 0-2, 110' Michiel Hemmen 0-3, 115' Soufiane Laghmouchi 0-4                                                                                        |
| 22 september 2010 | De Graafschap – FC Utrecht            | 1 – 1 n.v. (1 – 1) (0 – 0) | 70' Jacob Mulenga 0-1, 87' Sjoerd Overgoor 1-1 FC Utrecht wint na strafschoppen |
| 22 september 2010 | Groene Ster – Dijkse Boys             | 2 – 2 n.v. (1 – 1) (0 – 0) | 53' Youssef Chida 0-1, 63' Frank Teerling 1-1, 99' David Thijssen 2-1, 110' Mathijs van der Meijden 2-2 Dijkse Boys wint na strafschoppen                                                         |
| 22 september 2010 | Haaglandia/Sir Winston – FC Groningen | 1 – 4 n.v. (1 – 1) (1 – 0) | 4' John van Otterloo 1-0, 70' Jonas Ivens 1-1, 95' Gonzalo Manuel Garcia García 1-2, 110' Koen van de Laak 1-3, 113' Tim Matavž 1-4                                                               |
| 22 september 2010 | PSV – Sparta Rotterdam                | 3 – 0 (1 – 0)              | 13' Danny Koevermans 1-0, 89' Stef Nijland 2-0, 90' Danny Koevermans 3-0 |
| 22 september 2010 | Rijnsburgse Boys – Deurne             | 4 – 2 n.v. (2 – 2) (1 – 0) | 7' Martijn Gootjes 1-0, 55' Roy Tulmans 1-1, 74' Joost Kuhlmann 2-1, 85' Roy Tulmans 2-2, 112' Bart Freke 3-2, 114' Martijn Gootjes 4-2                                                           |
| 22 september 2010 | De Treffers – Katwijk                 | 5 – 1 (2 – 0)              | 37' Robin Janssen 1-0, 45' Robin Janssen 2-0, 52' Orin de Waard 3-0, 65' Bob Koning 3-1, 73' Ahmet Kiliç 4-1, 85' Ahmet Kiliç 5-1                                                                 |
| 22 september 2010 | VVSB – SC Cambuur                     | 0 – 2 (0 – 0)              | 78' Danny Guijt 0-1, 82' Reza Ghoochannejhad Nournia 0-2 |
| 22 september 2010 | WKE – Excelsior                       | 0 – 3 (0 – 2)              | 4' Guyon Fernandez 0-1, 7' Guyon Fernandez 0-2, 55' Norichio Nieveld 0-3 |
| 23 september 2010 | Achilles '29 – FC Oss                 | 2 – 0 (0 – 0)              | 79' Peter van Putten 1-0, 83' Daniël van Straaten 2-0 |
| 23 september 2010 | FC Dordrecht – N.E.C.                 | 4 – 3 (3 – 1)              | 6' Thomas Chatelle 0-1, 16' Dave Huijmans 1-1, 21' Cecilio Lopes 2-1, 37' Erik Quekel 3-1, 53' Björn Vleminckx 3-2, 66' Bart van Hintum 4-2, 90' Lasse Schöne (pen) 4-3                           |
| 23 september 2010 | NAC Breda – VVV Venlo                 | 3 – 1 (1 – 1)              | 11' Leonardo Vitor Santiago 1-0, 33' Balázs Tóth 1-1, 67' Matthew Amoah 2-1, 81' Ali Boussaboun 3-1                                                                                               |

### 4e ronde
In de vierde ronde speelden de 32 winnaars van de derde ronde. De loting werd op 23 september 2010 verricht. De duels werden gespeeld op 9, 10 en 11 november 2010.
| Datum            | Wedstrijd                          | Uitslag                    | Scoreverloop |
| ---------------- | ---------------------------------- | -------------------------- | --- |
| 9 november 2010  | SC Cambuur – RKC Waalwijk          | 1 – 4 (0 – 2)              | 36' Fred Benson (pen) 0-1, 45' Donny de Groot 0-2, 60' Derk Boerrigter 0-3, 70' Oğuzhan Türk 1-3, 80' Roald van Hout 1-4 |
| 9 november 2010  | FC Dordrecht – FC Volendam         | 1 – 2 (0 – 1)              | 1' László Zsidai 0-1, 65' Moussa Kalisse 1-1, 78' Henny Schilder 1-2 |
| 9 november 2010  | sc Heerenveen – NAC Breda          | 0 – 2 (0 – 0)              | 48' Matthew Amoah 0-1, 53' Robbert Schilder 0-2 |
| 9 november 2010  | SDC Putten – Telstar               | 0 – 2 (0 – 2)              | 8' Arvid Smit 0-1, 36' Jeroen Tesselaar 0-2 |
| 9 november 2010  | Sparta Nijkerk – Excelsior         | 2 – 1 (1 – 1)              | 21' Stefan Frederiksen 1-0, 40' Daan Bovenberg 1-1, 66' Maurice van der Wilt 2-1 |
| 9 november 2010  | FC Zwolle – FC Twente              | 1 – 1 n.v. (1 – 1) (0 – 0) | 82' Nacer Chadli 0-1, 87' Yanic Wildschut 1-1 FC Twente wint na strafschoppen |
| 10 november 2010 | AGOVV Apeldoorn – FC Utrecht       | 0 – 2 (0 – 0)              | 62' Edouard Duplan 0-1, 76' Frank Demouge 0-2 |
| 10 november 2010 | AZ – FC Eindhoven                  | 3 – 0 (1 – 0)              | 11' Rasmus Elm 1-0, 49' Pontus Wernbloom 2-0, 90' Ragnar Klavan 3-0 |
| 10 november 2010 | Dijkse Boys – SC Genemuiden        | 1 – 9 (1 – 3)              | 2' Florencio Cornelia 0-1, 29' Maurice Verberne 1-1, 39' Patrick Lip 1-2, 43' Martijn Jansen 1-3, 55' Patrick Lip 1-4, 71' Jacco Riemens (pen) 1-5, 73' Jacco Riemens 1-6, 74' Jacco Riemens 1-7, 84' Florencio Cornelia 1-8, 88' Florencio Cornelia 1-9 |
| 10 november 2010 | Go Ahead Eagles – Roda JC Kerkrade | 0 – 2 (0 – 0)              | 72' Stein Huysegems 0-1, 75' Rihairo Meulens 0-2 |
| 10 november 2010 | PSV – Spakenburg                   | 3 – 0 (1 – 0)              | 45' Danny Koevermans 1-0, 51' Orlando Engelaar 2-0, 65' Nordin Amrabat 3-0 |
| 10 november 2010 | De Treffers – Noordwijk            | 0 – 1 (0 – 0)              | 90' Bas Bakker (e.d.) 0-1 |
| 10 november 2010 | Vitesse – Rijnsburgse Boys         | 3 – 0 (2 – 0)              | 25' Nacer Barazite 1-0, 45' Julian Jenner 2-0, 78' Davy Pröpper 3-0 |
| 11 november 2010 | Achilles '29 – Heracles Almelo     | 5 – 3 (1 – 2)              | 2' Darl Douglas 0-1, 30' Everton Ramos da Silva 0-2, 45' Tim Verhoeven (pen) 1-2, 48' Ivo Rigter 2-2, 51' Darl Douglas 2-3, 64' Frank Hol 3-3, 70' Tim Verhoeven (pen) 4-3, 87' Frank Hol 5-3                                                            |
| 11 november 2010 | Ajax – BV Veendam                  | 3 – 0 (0 – 0)              | 61' Ahmed Hossam (Mido) 1-0, 76' Luis Suárez 2-0, 87' Christian Dannemann Eriksen 3-0 |
| 11 november 2010 | FC Groningen – ADO Den Haag        | 1 – 1 n.v. (1 – 1) (0 – 0) | 62' Lex Immers 0-1, 83' Jonas Ivens 1-1 FC Groningen wint na strafschoppen |

### Achtste finales
In de achtste finales spelen de 16 winnaars van de vierde ronde. De loting werd op 11 november 2010 verricht door Leandro Bacuna. De duels zouden gespeeld worden op 21, 22 en 23 december 2010. Vanwege de winterse weersomstandigheden werden vier wedstrijden afgelast, deze zijn op 18 januari 2011 ingehaald.
|                        |                                                                                            |               |         |                                                                                     |
| 21 december 2010 20:45 | FC Twente                                                                                  | 5 – 0 (4 – 0) | Vitesse | Stadion: De Grolsch Veste, Enschede Toeschouwers: 23.000 Scheidsrechter: Kevin Blom |
| 21 december 2010 20:45 | Theo Janssen 29' Luuk de Jong (pen) 32' Theo Janssen 37' Nacer Chadli 44' Luuk de Jong 60' | Verslag       |         | Stadion: De Grolsch Veste, Enschede Toeschouwers: 23.000 Scheidsrechter: Kevin Blom |
| 21 december 2010 20:45 |                                                                                            |               |         | Stadion: De Grolsch Veste, Enschede Toeschouwers: 23.000 Scheidsrechter: Kevin Blom |
| 21 december 2010 20:45 |                                                                                            |               |         | Stadion: De Grolsch Veste, Enschede Toeschouwers: 23.000 Scheidsrechter: Kevin Blom |
|                        |                                                                                            |               |         |                                                                                     |

|                        |                                                   |               |                                                       |                                                                                                |
| 22 december 2010 20:45 | Roda JC Kerkrade                                  | 1 – 3 (1 – 1) | PSV                                                   | Stadion: Parkstad Limburg Stadion, Kerkrade Toeschouwers: 6.200 Scheidsrechter: Danny Makkelie |
| 22 december 2010 20:45 | Pa-Modou Kah 18' Ruud Vormer 42' Pa-Modou Kah 62' | Verslag       | 27' Ola Toivonen 55' Marcus Berg 72' Balázs Dzsudzsák | Stadion: Parkstad Limburg Stadion, Kerkrade Toeschouwers: 6.200 Scheidsrechter: Danny Makkelie |
| 22 december 2010 20:45 |                                                   |               |                                                       | Stadion: Parkstad Limburg Stadion, Kerkrade Toeschouwers: 6.200 Scheidsrechter: Danny Makkelie |
| 22 december 2010 20:45 |                                                   |               |                                                       | Stadion: Parkstad Limburg Stadion, Kerkrade Toeschouwers: 6.200 Scheidsrechter: Danny Makkelie |
|                        |                                                   |               |                                                       |                                                                                                |

|                        |                         |               |             |                                                                                        |
| 22 december 2010 18:45 | FC Utrecht              | 1 – 0 (0 – 0) | FC Volendam | Stadion: Stadion Galgenwaard, Utrecht Toeschouwers: 10.000 Scheidsrechter: Bas Nijhuis |
| 22 december 2010 18:45 | Barry Maguire (pen) 88' | Verslag       |             | Stadion: Stadion Galgenwaard, Utrecht Toeschouwers: 10.000 Scheidsrechter: Bas Nijhuis |
| 22 december 2010 18:45 |                         |               |             | Stadion: Stadion Galgenwaard, Utrecht Toeschouwers: 10.000 Scheidsrechter: Bas Nijhuis |
| 22 december 2010 18:45 |                         |               |             | Stadion: Stadion Galgenwaard, Utrecht Toeschouwers: 10.000 Scheidsrechter: Bas Nijhuis |
|                        |                         |               |             |                                                                                        |

|                        |                       |               |                      | |
| 23 december 2010 20:45 | Ajax                  | 1 – 0 (1 – 0) | AZ                   | Stadion: Amsterdam ArenA, Amsterdam Toeschouwers: 29.539 Scheidsrechter: Ed Janssen (was vierde official) (blessure) Ruud Bossen (was scheidsrechter) |
| 23 december 2010 20:45 | Miralem Sulejmani 42' | Verslag       | 72' Pontus Wernbloom | Stadion: Amsterdam ArenA, Amsterdam Toeschouwers: 29.539 Scheidsrechter: Ed Janssen (was vierde official) (blessure) Ruud Bossen (was scheidsrechter) |
| 23 december 2010 20:45 |                       |               |                      | Stadion: Amsterdam ArenA, Amsterdam Toeschouwers: 29.539 Scheidsrechter: Ed Janssen (was vierde official) (blessure) Ruud Bossen (was scheidsrechter) |
| 23 december 2010 20:45 |                       |               |                      | Stadion: Amsterdam ArenA, Amsterdam Toeschouwers: 29.539 Scheidsrechter: Ed Janssen (was vierde official) (blessure) Ruud Bossen (was scheidsrechter) |
|                        |                       |               |                      | |

|                       |                                      |                                                |                                                     |                                                                                            |
| 18 januari 2011 20:00 | Achilles '29                         | 2 – 2 n.v. (1 – 1) (0 – 0) RKC Waalwijk w.n.s. | RKC Waalwijk *                                      | Stadion: Sportpark de Heikant, Groesbeek Toeschouwers: 1.200 Scheidsrechter: Michel Winter |
| 18 januari 2011 20:00 | Gradus Hempenius 58' Ivo Rigter 108' | Verslag                                        | 86' Mark Janssen 96' Mark Janssen 104' Mark Janssen | Stadion: Sportpark de Heikant, Groesbeek Toeschouwers: 1.200 Scheidsrechter: Michel Winter |
| 18 januari 2011 20:00 |                                      |                                                |                                                     | Stadion: Sportpark de Heikant, Groesbeek Toeschouwers: 1.200 Scheidsrechter: Michel Winter |
| 18 januari 2011 20:00 |                                      |                                                |                                                     | Stadion: Sportpark de Heikant, Groesbeek Toeschouwers: 1.200 Scheidsrechter: Michel Winter |
|                       |                                      |                                                |                                                     |                                                                                            |

|                       |                                           |               |                                                             |                                                                                                 |
| 18 januari 2011 18:45 | SC Genemuiden                             | 2 – 3 (1 – 2) | FC Groningen                                                | Stadion: Sportpark de Wetering, Genemuiden Toeschouwers: 3.500 Scheidsrechter: Serdar Gözübüyük |
| 18 januari 2011 18:45 | Florencio Cornelia 22' Berry Halfwerk 73' | Verslag       | 36' Tom Hiariej 45' Thomas Enevoldsen 62' Thomas Enevoldsen | Stadion: Sportpark de Wetering, Genemuiden Toeschouwers: 3.500 Scheidsrechter: Serdar Gözübüyük |
| 18 januari 2011 18:45 |                                           |               |                                                             | Stadion: Sportpark de Wetering, Genemuiden Toeschouwers: 3.500 Scheidsrechter: Serdar Gözübüyük |
| 18 januari 2011 18:45 |                                           |               |                                                             | Stadion: Sportpark de Wetering, Genemuiden Toeschouwers: 3.500 Scheidsrechter: Serdar Gözübüyük |
|                       |                                           |               |                                                             |                                                                                                 |

|                       |                                                                        |                                             |                                                              |                                                                                     |
| 18 januari 2011 20:00 | Sparta Nijkerk                                                         | 3 – 3 n.v. (2 – 2) (1 – 2) Noordwijk w.n.s. | Noordwijk                                                    | Stadion: De Ebbenhorst, Nijkerk Toeschouwers: 3.500 Scheidsrechter: Maarten Ketting |
| 18 januari 2011 20:00 | Maurice van der Wilt 24' Albert van Nijhuis 77' Marc van der Vegte 91' | Verslag                                     | 31' Mohammed Faouzi 39' Marcel Akerboom 100' Mohammed Faouzi | Stadion: De Ebbenhorst, Nijkerk Toeschouwers: 3.500 Scheidsrechter: Maarten Ketting |
| 18 januari 2011 20:00 |                                                                        |                                             |                                                              | Stadion: De Ebbenhorst, Nijkerk Toeschouwers: 3.500 Scheidsrechter: Maarten Ketting |
| 18 januari 2011 20:00 |                                                                        |                                             |                                                              | Stadion: De Ebbenhorst, Nijkerk Toeschouwers: 3.500 Scheidsrechter: Maarten Ketting |
|                       |                                                                        |                                             |                                                              |                                                                                     |

|                       |         |               |                  |                                                                                        |
| 18 januari 2011 20:45 | Telstar | 0 – 1 (0 – 1) | NAC Breda        | Stadion: TATA Steel Stadion, IJmuiden Toeschouwers: 2.563 Scheidsrechter: Jan Wegereef |
| 18 januari 2011 20:45 |         | Verslag       | 27' Kees Luijckx | Stadion: TATA Steel Stadion, IJmuiden Toeschouwers: 2.563 Scheidsrechter: Jan Wegereef |
| 18 januari 2011 20:45 |         |               |                  | Stadion: TATA Steel Stadion, IJmuiden Toeschouwers: 2.563 Scheidsrechter: Jan Wegereef |
| 18 januari 2011 20:45 |         |               |                  | Stadion: TATA Steel Stadion, IJmuiden Toeschouwers: 2.563 Scheidsrechter: Jan Wegereef |
|                       |         |               |                  |                                                                                        |

### Kwartfinales
De loting voor de kwartfinales werd verricht op 23 december 2010. De loting werd verricht door Siem de Jong, speler van Ajax. Op het moment van de loting waren vier wedstrijden van de achtste finales nog niet gespeeld.
|                       | |               |           |                                                                                           |
| 25 januari 2011 20:00 | RKC Waalwijk | 6 – 0 (5 – 0) | Noordwijk | Stadion: Mandemakers Stadion, Waalwijk Toeschouwers: 2.397 Scheidsrechter: Tom van Sichem |
| 25 januari 2011 20:00 | Donny de Groot 8' Roald van Hout 14' Roald van Hout 20' Roald van Hout 24' Derk Boerrigter 39' Derk Boerrigter 65' | Verslag       |           | Stadion: Mandemakers Stadion, Waalwijk Toeschouwers: 2.397 Scheidsrechter: Tom van Sichem |
| 25 januari 2011 20:00 | |               |           | Stadion: Mandemakers Stadion, Waalwijk Toeschouwers: 2.397 Scheidsrechter: Tom van Sichem |
| 25 januari 2011 20:00 | |               |           | Stadion: Mandemakers Stadion, Waalwijk Toeschouwers: 2.397 Scheidsrechter: Tom van Sichem |
|                       | |               |           |                                                                                           |

|                       |                        |                                             |                      |                                                                                      |
| 26 januari 2011 20:45 | FC Twente              | 1 – 1 n.v. (1 – 1) (0 – 0) FC Twente w.n.s. | PSV                  | Stadion: De Grolsch Veste, Enschede Toeschouwers: 21.000 Scheidsrechter: Pieter Vink |
| 26 januari 2011 20:45 | Theo Janssen (pen) 70' | Verslag                                     | 90' Danny Koevermans | Stadion: De Grolsch Veste, Enschede Toeschouwers: 21.000 Scheidsrechter: Pieter Vink |
| 26 januari 2011 20:45 |                        |                                             |                      | Stadion: De Grolsch Veste, Enschede Toeschouwers: 21.000 Scheidsrechter: Pieter Vink |
| 26 januari 2011 20:45 |                        |                                             |                      | Stadion: De Grolsch Veste, Enschede Toeschouwers: 21.000 Scheidsrechter: Pieter Vink |
|                       |                        |                                             |                      |                                                                                      |

|                       |                                                        |               |                                            |                                                                                          |
| 26 januari 2011 20:45 | FC Utrecht                                             | 3 – 2 (2 – 1) | FC Groningen                               | Stadion: Stadion Galgenwaard, Utrecht Toeschouwers: 10.400 Scheidsrechter: Björn Kuipers |
| 26 januari 2011 20:45 | Jan Wuytens 12' Dries Mertens (pen) 31' Nana Asare 53' | Verslag       | 18' Tim Matavž 48' (pen) Andreas Granqvist | Stadion: Stadion Galgenwaard, Utrecht Toeschouwers: 10.400 Scheidsrechter: Björn Kuipers |
| 26 januari 2011 20:45 |                                                        |               |                                            | Stadion: Stadion Galgenwaard, Utrecht Toeschouwers: 10.400 Scheidsrechter: Björn Kuipers |
| 26 januari 2011 20:45 |                                                        |               |                                            | Stadion: Stadion Galgenwaard, Utrecht Toeschouwers: 10.400 Scheidsrechter: Björn Kuipers |
|                       |                                                        |               |                                            |                                                                                          |

|                       |                                                                                     |               |                     |                                                                                         |
| 27 januari 2011 20:45 | Ajax                                                                                | 4 – 1 (2 – 1) | NAC                 | Stadion: Amsterdam ArenA, Amsterdam Toeschouwers: 22.536 Scheidsrechter: Danny Makkelie |
| 27 januari 2011 20:45 | Siem de Jong 18' Miralem Sulejmani (pen) 35' Vurnon Anita 82' Miralem Sulejmani 83' | Verslag       | 8' Fouad Idabdelhay | Stadion: Amsterdam ArenA, Amsterdam Toeschouwers: 22.536 Scheidsrechter: Danny Makkelie |
| 27 januari 2011 20:45 |                                                                                     |               |                     | Stadion: Amsterdam ArenA, Amsterdam Toeschouwers: 22.536 Scheidsrechter: Danny Makkelie |
| 27 januari 2011 20:45 |                                                                                     |               |                     | Stadion: Amsterdam ArenA, Amsterdam Toeschouwers: 22.536 Scheidsrechter: Danny Makkelie |
|                       |                                                                                     |               |                     |                                                                                         |

### Halve finales
De loting voor de halve finale vond plaats 27 januari 2011 in de Amsterdam ArenA na de kwartfinale wedstrijd tussen Ajax en NAC Breda.
|                    |                |               |                                       |                                                                                         |
| 2 maart 2011 20:45 | FC Twente      | 1 – 0 (0 – 0) | FC Utrecht                            | Stadion: De Grolsch Veste, Enschede Toeschouwers: 21.800 Scheidsrechter: Pol van Boekel |
| 2 maart 2011 20:45 | Marc Janko 77' | Verslag       | 15' Tim Cornelisse 20' Tim Cornelisse | Stadion: De Grolsch Veste, Enschede Toeschouwers: 21.800 Scheidsrechter: Pol van Boekel |
| 2 maart 2011 20:45 |                |               |                                       | Stadion: De Grolsch Veste, Enschede Toeschouwers: 21.800 Scheidsrechter: Pol van Boekel |
| 2 maart 2011 20:45 |                |               |                                       | Stadion: De Grolsch Veste, Enschede Toeschouwers: 21.800 Scheidsrechter: Pol van Boekel |
|                    |                |               |                                       |                                                                                         |

|                    |                                                                                                 |               |                        |                                                                                              |
| 3 maart 2011 20:45 | Ajax                                                                                            | 5 – 1 (2 – 1) | RKC Waalwijk           | Stadion: Amsterdam ArenA, Amsterdam Toeschouwers: 28.156 Scheidsrechter: Reinold Wiedemeijer |
| 3 maart 2011 20:45 | Lorenzo Ebecilio 13' Mounir El Hamdaoui 33' Siem de Jong 55' Demy de Zeeuw 58' Siem de Jong 85' | Verslag       | 27' Daley Blind (e.d.) | Stadion: Amsterdam ArenA, Amsterdam Toeschouwers: 28.156 Scheidsrechter: Reinold Wiedemeijer |
| 3 maart 2011 20:45 |                                                                                                 |               |                        | Stadion: Amsterdam ArenA, Amsterdam Toeschouwers: 28.156 Scheidsrechter: Reinold Wiedemeijer |
| 3 maart 2011 20:45 |                                                                                                 |               |                        | Stadion: Amsterdam ArenA, Amsterdam Toeschouwers: 28.156 Scheidsrechter: Reinold Wiedemeijer |
|                    |                                                                                                 |               |                        |                                                                                              |

### Finale
De finale werd in het Feyenoord Stadion op 8 mei 2011 gespeeld. Na afloop werd de beker uitgereikt door oud-voetballer Theo Pahlplatz. De finale werd gespeeld in de week voorafgaand aan de laatste speelronde van de Eredivisie, waarin Ajax koploper FC Twente ontving. Beide ploegen konden nog landskampioen worden. Een week later werd Ajax kampioen van de eredivisie.

#### Wedstrijd
|                                    |                                                 |                              |                                        |                                                                    |
| 8 mei 2011 18:00 Finale KNVB Beker | FC Twente                                       | 3 – 2 (n.v.) (2 – 2) (1 – 2) | Ajax                                   | De Kuip, Rotterdam Toeschouwers: 45.000 Scheidsrechter: Kevin Blom |
| 8 mei 2011 18:00 Finale KNVB Beker | Wout Brama 45' Theo Janssen 56' Marc Janko 117' |                              | 19' Demy de Zeeuw 40' Lorenzo Ebecilio | De Kuip, Rotterdam Toeschouwers: 45.000 Scheidsrechter: Kevin Blom |

| Twente | Ajax |

| FC Twente:         |    |                   |          |
|                    |    |                   |          |
| GK                 | 1  | Sander Boschker   |          |
| RB                 | 33 | Dwight Tiendalli  |          |
| CB                 | 4  | Peter Wisgerhof   | 100'     |
| CB                 | 19 | Douglas           | 24'      |
| LB                 | 23 | Bart Buysse       |          |
| CM                 | 7  | Denny Landzaat    |          |
| CM                 | 6  | Wout Brama        | 82'      |
| CM                 | 8  | Theo Janssen      | 82'      |
| RW                 | 10 | Bryan Ruiz        |          |
| CF                 | 9  | Luuk de Jong      | 94' 106' |
| LW                 | 22 | Nacer Chadli      | 91'      |
| Wisselspelers:     |    |                   |          |
| DF                 | 5  | Rasmus Bengtsson  | 100'     |
| FW                 | 11 | Emir Bajrami      | 91'      |
| GK                 | 13 | Nikolaj Michajlov |          |
| DF                 | 15 | Roberto Rosales   |          |
| FW                 | 21 | Marc Janko        | 106'     |
| MF                 | 34 | Thilo Leugers     |          |
| FW                 | 44 | Ola John          |          |
| Coach:             |    |                   |          |
| Michel Preud'homme |    |                   |          |

| Ajax:          |    |                      |          |
|                |    |                      |          |
| GK             | 12 | Kenneth Vermeer      |          |
| RB             | 2  | Gregory van der Wiel | 91'      |
| CB             | 3  | Toby Alderweireld    |          |
| CB             | 4  | Jan Vertonghen       |          |
| LB             | 32 | Nicolai Boilesen     | 73'      |
| CM             | 20 | Demy de Zeeuw        | 50' 66'  |
| CM             | 5  | Vurnon Anita         |          |
| CM             | 8  | Christian Eriksen    |          |
| RW             | 7  | Miralem Sulejmani    |          |
| CF             | 10 | Siem de Jong         |          |
| LW             | 41 | Lorenzo Ebecilio     |          |
| Wisselspelers: |    |                      |          |
| MF             | 6  | Eyong Enoh           | 66' 102' |
| DF             | 13 | André Ooijer         |          |
| MF             | 15 | Nicolás Lodeiro      |          |
| DF             | 17 | Daley Blind          | 73' 85'  |
| FW             | 27 | Darío Cvitanich      | 91' 112' |
| GK             | 30 | Jeroen Verhoeven     |          |
| FW             | 33 | Aras Özbiliz         |          |
| Coach:         |    |                      |          |
| Frank de Boer  |    |                      |          |

| KNVB Beker 2010/11    |
| --------------------- |
| FC Twente Derde titel |

## Topscorers
| Pos.                     | Speler                   | Club                     | Goals |
| ------------------------ | ------------------------ | ------------------------ | ----- |
| 1                        | Albert van Nijhuis       | Sparta Nijkerk           | 5     |
| 2                        | Ivo Rigter               | Achilles '29             | 4     |
| 2                        | Roy Tulmans              | Deurne                   | 4     |
| 2                        | Florencio Cornelia       | SC Genemuiden            | 4     |
| 2                        | Elroy Lammers            | Katwijk                  | 4     |
| 2                        | Danny Koevermans         | PSV                      | 4     |
| 2                        | Fred Benson              | RKC Waalwijk             | 4     |
| 2                        | Derk Boerrigter          | RKC Waalwijk             | 4     |
| 2                        | Theo Janssen             | FC Twente                | 4     |
| 10                       | Mounir El Hamdaoui       | Ajax                     | 3     |
| 10                       | Siem de Jong             | Ajax                     | 3     |
| 10                       | Miralem Sulejmani        | Ajax                     | 3     |
| 10                       | Jim Blom                 | ARC                      | 3     |
| 10                       | Youssef Chida            | Dijkse Boys              | 3     |
| 10                       | Martijn Jansen           | SC Genemuiden            | 3     |
| 10                       | Patrick Lip              | SC Genemuiden            | 3     |
| 10                       | Jacco Riemens            | SC Genemuiden            | 3     |
| 10                       | John van Otterloo        | Haaglandia               | 3     |
| 10                       | Donny van Oijen          | Katwijk                  | 3     |
| 10                       | Frank Broers             | Kozakken Boys            | 3     |
| 10                       | Mohammed Faouzi          | Noordwijk                | 3     |
| 10                       | Joost Leonard            | Noordwijk                | 3     |
| 10                       | Roald van Hout           | RKC Waalwijk             | 3     |
| 10                       | Nacer Chadli             | FC Twente                | 3     |
| 10                       | Luuk de Jong             | FC Twente                | 3     |
| 10                       | Nacer Barazite           | Vitesse                  | 3     |
| 27                       | 37 spelers               | 37 spelers               | 2     |
| 64                       | 177 spelers              | 177 spelers              | 1     |
| Eigen doelpunten         | Eigen doelpunten         | Eigen doelpunten         | 3     |
| Doelpuntenmaker onbekend | Doelpuntenmaker onbekend | Doelpuntenmaker onbekend | 6     |
| Totaal:                  | Totaal:                  | Totaal:                  | 348   |
| Wedstrijden:             | Wedstrijden:             | Wedstrijden:             | 92    |
| Gemiddelde:              | Gemiddelde:              | Gemiddelde:              | 3.78  |

## Deelnemers per ronde
De deelnemers per ronde zijn:
| Deelnemerscategorie | Ronde 1 | Ronde 2  | Ronde 3  | Ronde 4  | Achtste Finale | Kwartfinale | Halve Finale | Finale   | Winnaar  |
| ------------------- | ------- | -------- | -------- | -------- | -------------- | ----------- | ------------ | -------- | -------- |
| Eredivisie          | (bye)   | (bye)    | 18 (28%) | 13 (41%) | 9 (56%)        | 6 (75%)     | 3 (75%)      | 2 (100%) | 1 (100%) |
| Eerste divisie      | (bye)   | (bye)    | 18 (28%) | 10 (31%) | 3 (19%)        | 1 (13%)     | 1 (25%)      | 0 (0%)   | 0 (0%)   |
| Topklasse           | 1 (25%) | 30 (56%) | 18 (28%) | 7 (22%)  | 3 (19%)        | 0 (0%)      | 0 (0%)       | 0 (0%)   | 0 (0%)   |
| Hoofdklasse         | 3 (75%) | 17 (31%) | 8 (13%)  | 2 (6%)   | 1 (6%)         | 1 (13%)     | 0 (0%)       | 0 (0%)   | 0 (0%)   |
| Eerste klasse       | (bye)   | 4 (7%)   | 2 (3%)   | 0 (0%)   | 0 (0%)         | 0 (0%)      | 0 (0%)       | 0 (0%)   | 0 (0%)   |
| Tweede klasse       | (bye)   | 3 (6%)   | 0 (0%)   | 0 (0%)   | 0 (0%)         | 0 (0%)      | 0 (0%)       | 0 (0%)   | 0 (0%)   |
| Totaal              | 4       | 54       | 64       | 32       | 16             | 8           | 4            | 2        | 1        |

## Trivia
- FC Oss stroomt in in de derde ronde. In eerste instantie was de KNVB FC Oss vergeten als een van de deelnemende ploegen.